# Ferdinand Kringsteiner
Joseph Ferdinand Kringsteiner, gelegentl. auch Kriegsteiner oder Kringstein (* 17. September 1775 in Wien; † 15. Juni 1810 ebenda) war ein österreichischer Beamter und Schriftsteller.
Kringsteiner debütierte 1801 mit seinem zugleich bekanntesten Stück Der Zwirnhändler aus Oberösterreich, später wurde er oftmals nur als der Verfasser des Zwirnhändlers bezeichnet. Er verfasste sehr erfolgreiche Stücke des Alt-Wiener Volkstheaters, hauptsächlich für das Leopoldstädter Theater. Er starb aus unbekannten Gründen mit nur 34 Jahren, wobei völlige Armut wie von Otto Rommel angenommen, aus heutiger Sicht eher auszuschließen ist. Sein Werk umfasst überwiegend einfachere Stücke zur Unterhaltung, weshalb zeitgenössische Kritiken großteils negativ ausfielen. Trotzdem nimmt er in der Geschichte des Alt-Wiener Volkstheaters einen wichtigen Platz zwischen Hafner und Nestroy ein.

## Werke (Auswahl)
- Der Zwirnhändler aus Oberösterreich. Ein Lustspiel in drey Aufzügen (1801), Volltext online
- Der Neuigkeitskrämer oder der Telegraphe. Ein Lustspiel mit Gesange in zwey Aufzügen (1802), Volltext online
- Othello, der Mohr in Wien. Eine Posse mit Gesang in einem Aufzuge. Vom Verfasser des Zwirnhändlers (1806), Volltext online
- Die Braut in der Klemme. Eine Posse mit Gesang in einem Akt. Musik: Wenzel Müller,  Wien, Wallishauser (1807), Volltext online
- Werthers Leiden (1807), Musik: Ignaz Schuster, Volltext online
- Romeo und Julie. Ein Quodlibet von Karakteren mit Gesang in 2 Aufzügen (1808), Musik: Ignaz Schuster, Volltext online
- Hanns in Wien. Ein Lustspiel in 3 Aufzügen (1809), Volltext online
- Ehestandsszenen. Lustspiel in drei Aufzügen, Wien, Wallishauser (1810), Volltext online
- Ehestandsscenen Zweyter Theil. Oder: der Lieferant. Ein Lustspiel in drey Aufzügen (1810), Volltext online
- Hanns in der Heimath. Ein Lustspiel in drey Aufzügen, als Fortsetzung vom Hanns in Wien (1810), Volltext online